# Tatsuya Takahashi
Tatsuya Takahashi (Tsuruoka, Yamagata, 24 december 1931 - Tokio, 29 februari 2008) was een Japanse jazzsaxofonist.

## Biografie
Takahashi speelde begin jaren 50 op Amerikaanse militaire bases, later dat decennium verhuisde hij naar Tokio. Hij werkte vanaf 1961 bij Keiichiro Ebihara, rond 1966 begon hij een eigen groep, Tokyo Union, waarmee hij tot 1989 actief was. In de jaren 70 speelde hij op de jazzfestivals van Monterey en Montreux. Na Tokyo Union gaf Takahashi les. In 1996 begon hij een nieuwe groep, Jazz Groovys.

## Referentie
- Yozo Iwanami/Kazunori Sugiyama, "Tatsuya Takahashi". The New Grove Dictionary of Jazz. 2de editie.

- International Standard Name Identifier: 0000 0000 4088 3400
- Library of Congress Control Number: no98048551
- MusicBrainz: 81a4e935-972d-4c2f-9267-6450a26933b5
- Nederlandse Thesaurus van Auteursnamen: 100942032
- Virtual International Authority File: 36532868
- WorldCat: E39PBJjCRfq8JkJKYVyFWp8pyd